# Dilschod Nasarow
Dilschod Dschamoliddinowitsch Nasarow (tadschikisch Дилшод Ҷамолиддинович Назаров, engl. Transkription Dilshod Jamoliddinovich Nazarov; * 6. Mai 1982 in Duschanbe, Tadschikische SSR, UdSSR) ist ein tadschikischer Hammerwerfer. Mit seinem Olympiasieg 2016 in Rio de Janeiro gewann er die erste Goldmedaille überhaupt bei Olympischen Spielen für sein Heimatland.

## Sportliche Laufbahn
Erste internationale Erfahrungen sammelte Dilschod Nasarow bei den Juniorenweltmeisterschaften 1998 in Annecy, bei denen er mit 60,02 m in der Qualifikation ausschied. Anschließend nahm er erstmals an den Asienspielen in Bangkok teil und wurde mit einem Wurf auf 63,91 m Siebter. Im Jahr darauf siegte er mit 63,56 m bei den Juniorenasienmeisterschaften in Singapur. Im Jahr 2000 belegte er bei den Asienmeisterschaften in Jakarta mit 61,62 m den siebten Platz und wurde bei den Juniorenweltmeisterschaften in Santiago de Chile mit 63,43 m Fünfter. 2001 siegte er bei den Juniorenasienmeisterschaften in Bandar Seri Begawan erneut mit 68,08 m und erreichte bei der Sommer-Universiade in Peking mit einer Weite von 66,10 m Rang zwölf. Im Jahr darauf belegte er bei den Asienmeisterschaften in Colombo mit 67,70 m Platz vier und wurde bei den Asienspielen im südkoreanischen Busan mit 58,39 m Neunter.
2003 gewann er Bronze bei den Asienmeisterschaften und Manila mit 69,90 m und damit seine erste Medaille im Erwachsenenbereich. 2004 qualifizierte er sich erstmals für die Olympischen Spiele in Athen und schied ohne einen gültigen Versuch in der Qualifikation aus. 2005 siegte er mit 76,98 m bei den Islamic Solidarity Games in Mekka und schied bei den Weltmeisterschaften in Helsinki mit 73,38 m in der Qualifikation aus. Anschließend gewann er mit 71,38 m die Silbermedaille bei den Asienmeisterschaften in Incheon hinter dem Kuwaiter Ali Mohamed al-Zankawi. Im Jahr darauf siegte er mit 74,43 m erstmals bei den Asienspielen in Doha. 2007 gewann er bei den Asienmeisterschaften in Amman mit 75,70 m erneut Silber hinter al-Zankawi und qualifizierte sich damit für die Weltmeisterschaften in Osaka, bei denen er mit 71,70 m nicht über die erste Runde hinauskam.
Bei den Olympischen Spielen 2008 in Peking wurde er mit einer Weite von 76,54 m im Finale Elfter, wie auch bei den Weltmeisterschaften in Berlin im Jahr darauf mit 71,69 m. Daraufhin siegte er mit 76,92 m erstmals bei den Asienmeisterschaften im chinesischen Guangzhou. 2010 wurde er Zweiter beim Leichtathletik-Continental-Cup in Split und verteidigte mit 76,44 m seinen Titel bei den Asienspielen in Guangzhou. Bei den Weltmeisterschaften 2011 in Daegu und bei den Olympischen Spielen 2012 in London wurde er jeweils Zehnter. 2013 siegte er mit 78,32 m bei den Asienmeisterschaften in Pune und wurde mit 78,31 m Fünfter bei den Weltmeisterschaften in Moskau. Im Jahr darauf wurde er beim Leichtathletik-Continental-Cup 2014 in Marrakesch Vierter und siegte mit 76,82 m bei zum dritten Mal in Folge bei den Asienspielen in Incheon.
2015 verteidigte er bei den Asienmeisterschaften in Wuhan mit 77,68 m seinen Titel und gewann mit 78,55 m die Silbermedaille bei den Weltmeisterschaften in Peking hinter dem Polen Paweł Fajdek. Es war dies der erste WM-Podiumplatz für Tadschikistan seit der Goldmedaille für Andrei Abduwalijew 1995. 2016 nahm er erneut an den Olympischen Spielen in Rio de Janeiro teil und siegte dort überraschend mit einem Wurf auf 78,68 m im Finale. Im Jahr darauf gewann er seinen vierten Titel bei den Asienmeisterschaften in Bhubaneswar mit 76,69 m. Damit erhielt er ein Freilos für die Weltmeisterschaften in London, die er mit einem Wurf auf 77,22 m auf dem siebten Platz beendete. 2018 musste er sich bei den Asienspielen in Jakarta mit 74,16 m nur dem Katari Ashraf Amgad el-Seify geschlagen geben. Anschließend siegte er beim Leichtathletik-Continentalcup in Ostrava mit 77,34 m.
2019 siegte er bei den Asienmeisterschaften in Doha mit 76,14 m bereits zum fünften Mal und qualifizierte sich auch für die Weltmeisterschaften in Doha im September.
2005 und 2010 wurde Nasarow Tadschikischer Meister im Hammerwurf.

## Doping
Kurz vor Beginn der Weltmeisterschaften 2019 in Doha gab die Unabhängigen Integritätskommission (AIU) des Weltleichtathletikverbandes bekannt, dass Nasarow aufgrund einer positiven Dopingprobe aus dem Jahr 2011 auf die verbotene Substanz Turinabol vorübergehend gesperrt wurde. Am 18. März 2021 gab die AIU bekannt, dass er für zwei Jahre gesperrt und alle seine Wettkampfergebnisse vom 29. August 2011 bis 29. August 2013 annulliert wurden, darunter auch der Titel der Asienmeisterschaften 2013.